# Gabriel Marghieri

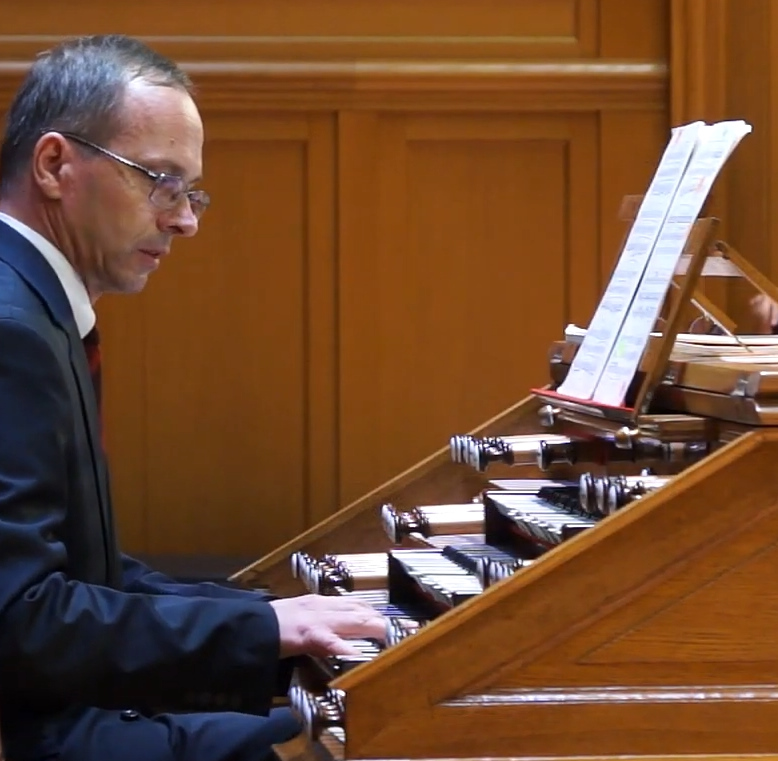
Gabriel Marghieri (September 2019)

Gabriel Marghieri (* 1964 in Monaco) ist ein französischer Organist, Komponist und Professor für Musiktheorie und Improvisation am Conservatoire National Supérieur Lyon.
Gabriel Marghieri absolvierte seine Studien von Orgel, Improvisation und Komposition mit Auszeichnung am Konservatorium Paris, wo er unter anderem von Marie-Claire Alain, Michel Chapuis und Loïc Mallié unterrichtet wurde. Er ist Titularorganist an Sacré-Cœur de Montmartre in Paris und an Saint-Bonaventure Lyon, wo er auch künstlerischer Leiter der Heures d’orgue und Gründer der Association des Amis de l’orgue ist.
Marghieri ist neben seiner Tätigkeit als Organist bei Konzerten und Dozent bei Meisterkursen in Europa, Kanada und Japan auch als Komponist von Orgel- und Klaviermusik, von Chormusik und Werken für verschiedene Instrumentalbesetzungen tätig, fungiert als Juror und redigiert Artikel für Fachzeitschriften. Er hat außerdem mehrere CDs aufgenommen.

## Auszeichnungen
- 1993 1. Preis für Interpretation beim St Albans International Organ Festival
- 1996 Grand Prix de Chartres in der Sparte Grand Prix d’Improvisation (Orgelimprovisation).[3]
- Vier erste Preise am Konservatorium Paris und am Conservatoire national in Lyon für Interpretation, Improvisation, Musiktheorie und Harmonielehre
- Erster Preis für Komposition «Nice Jeunesse»
- Großer Internationaler Preis von Bordeaux und Saint Albans GB für Interpretation.